# Grande muraglia di Gorgan
La Grande muraglia di Gorgan è un sistema difensivo di epoca sasanide situato vicino alla moderna Gorgan nella provincia di Golestān dell'Iran nord - orientale, all'angolo sud-orientale del Mar Caspio. L'estremità occidentale, Mar Caspio, del muro è vicino ai resti del forte a: 37.13981°N 54.1788733°E; l'estremità orientale del muro, vicino alla città di Pishkamar, è vicino ai resti del forte a: 37.5206739°N 55.5770498°E.
La muraglia si trova in un restringimento geografico tra il Mar Caspio e le montagne dell'Iran nord-orientale. È una delle numerose porte del Caspio nella parte orientale di una regione conosciuta nell'antichità come Hyrcania, sulla rotta nomade dalle steppe settentrionali al cuore dell'Iran. Si ritiene che il muro abbia protetto l'Impero Sassanide a sud dai popoli del nord,  probabilmente gli Unni bianchi. Tuttavia, nel suo libro Empires and Walls , Chaichian (2014) mette in dubbio la validità di questa interpretazione utilizzando prove storiche di potenziali minacce politico-militari nella regione e la geografia economica dei dintorni della muraglia di Gorgan. È descritto come "tra le più ambiziose e sofisticate mura di frontiera" mai costruite al mondo,  e la più importante delle fortificazioni difensive sassane.
La muraglia lunga 195 km (121 mi) e larga 6-10 m (20-33 piedi),  e presenta oltre 30 fortezze distanziate a intervalli tra 10 e 50 km (6,2 e 31,1 mi). È superato solo dai sistemi di mura della Grande muraglia cinese come l'edificio a segmento singolo più lungo e il muro difensivo più lungo esistente.

## Nome
Tra gli archeologi la muraglia è anche conosciuta come "Il serpente rosso" (turkmeno: Qizil Alan) per il colore dei suoi mattoni. In persiano, è stato reso popolare con il nome di "Barriera di Alessandro" ( سد اسکندر Sadd-i-Iskandar) o " muro di Alessandro ", riferito ad Alessandro Magno. I primi musulmani sono passati attraverso le porte del Caspio nella loro marcia affrettata verso l'Ircania e l'Oriente. È anche noto come "Barriera di Anushirvan " ( سد انوشیروان Sadd-i Anushiravan) e "سد پیروز ), ed è ufficialmente indicato come "Muro di difesa di Gorgan" ( دیوار دفاعی گرگان ). È conosciuto come Qïzïl Yïlan o Qazal Al'an ai turkmeni iraniani locali.

## Descrizione
I materiali da costruzione sono costituiti da mattoni di fango, mattoni cotti, gesso e malta. L'argilla è stata utilizzata anche durante il primo periodo dei Parti. I mattoni di fango erano più popolari nel primo periodo nella costruzione di fortezze e città, mentre i mattoni cotti divennero popolari nel periodo successivo. A volte un mattone veniva messo in posizione verticale, con due file orizzontali di mattoni poste sopra e sotto. Le dimensioni del fango o dei mattoni cotti differiscono, ma in generale la dimensione standard era 40 × 40 × 10 cm.  I mattoni cotti erano ricavati dal terreno locale di loess e cotti in forni lungo la linea del muro.
Questo muraglia inizia dalla costa del Caspio, circonda a nord di Gonbade Kavous (antico Gorgan, o Jorjan in arabo), continua verso nord-est e scompare nei monti Pishkamar. Il muro si trova leggermente a nord di un fiume locale e presenta un fossato di 5 m (16 piedi) che conduceva l'acqua lungo la maggior parte del muro.
Nel 1999 è stata condotta un'indagine archeologica logistica relativa al muro a causa di problemi nei progetti di sviluppo, in particolare durante la costruzione della diga di Golestan, che irriga tutte le aree coperte dal muro. Nel punto di collegamento del muro e del canale di scolo della diga, gli architetti hanno scoperto i resti della Grande Muraglia di Gorgan. Le 40 fortezze individuate variano per dimensione e forma ma la maggior parte sono fortezze quadrate, realizzate con la stessa muratura del muro stesso e della stessa epoca. A causa di molte difficoltà di sviluppo e progetti agricoli, gli archeologi sono stati incaricati di delimitare il reperto storico mediante la posa di blocchi di cemento.
Più grande del Vallo di Adriano ed il Vallo Antonino presi insieme (due strutture separate in Gran Bretagna che hanno segnato i limiti settentrionali del Impero Romano), è stato definito il più grande monumento di questo tipo tra l'Europa e la Cina. Il muro è secondo solo alle mura che compongono la Grande Muraglia cinese come il più lungo muro difensivo esistente e sebbene ora in sostanziale rovina, era forse ancora più solidamente costruito rispetto alle prime forme della Grande Muraglia.